# Hijiborgen
Hijiborgen (日出城 Hiji-jou) (også kendt som Yokokuborgen, Ayogiborgen og Ukitsuborgen) er en borg i byen Hiji i Ooita-præfekturet, Japan. Påbegyndelsen af slottet blev sat i værk af Kinoshita Nobutoshi i 1601. Borgen blev designet af Nobutoshis svigerbror. Den er strategisk placeret med tanke på udsigt over Beppubugten. Det eneste som er tilbage af borgens ruiner er stenvægge og et yagura. Områdets ruinerne er i dag en park hvor også Hiji grundskole hører til.
| Bygning eller seværdighed | Spire Denne artikel om en bygning, et bygningsværk eller en seværdighed er en spire som bør udbygges. Du er velkommen til at hjælpe Wikipedia ved at udvide den. |

33°22′0.5″N 131°31′54.01″Ø / 33.366806°N 131.5316694°Ø